# Claudinei Oliveira
Claudinei Oliveira (Santos, 19 settembre 1969) è un allenatore di calcio ed ex calciatore brasiliano, di ruolo portiere, tecnico del Paysandu.

## Palmarès

### Allenatore

#### Competizioni statali
- Campeonato Catarinense: 1

Avaí: 2021